# Índice cintura/cadera

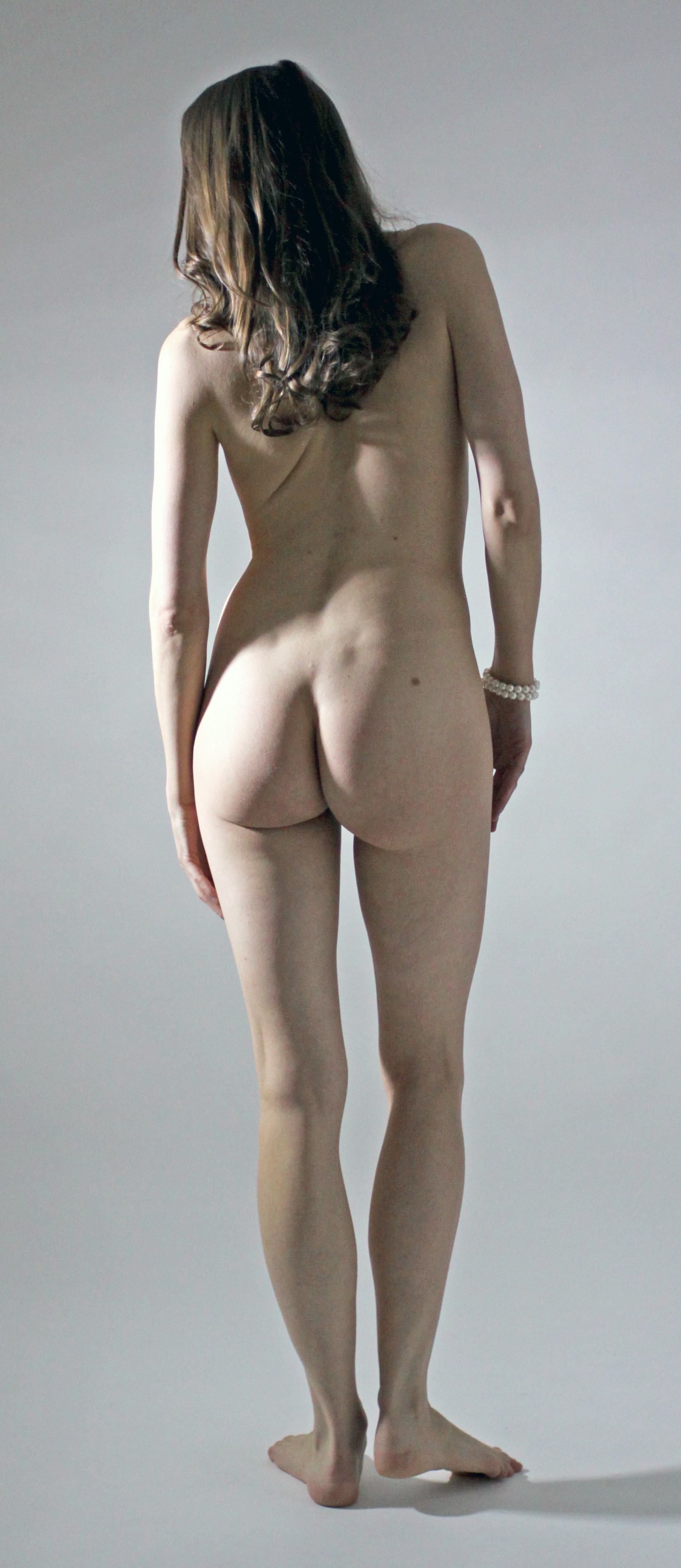
Típica imagen de reloj de arena en una mujer.

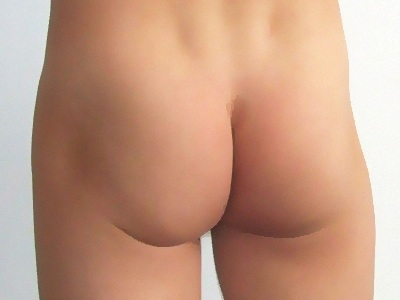
Caderas angostas en comparación con la cintura en un varón.

El índice cintura-cadera es la relación que resulta de dividir el perímetro de la cintura de una persona por el perímetro de su cadera, ambos valores en centímetros (cm).
Los estudios indican que una relación entre cintura y cadera superior a 0.94 en varones y a 0.84 en mujeres, está asociada a un aumento en la probabilidad de contraer diversas enfermedades (diabetes mellitus, enfermedades coronarias, tensión arterial, entre otras). 
El índice se obtiene midiendo el perímetro de la cintura a la altura de la última costilla flotante (aproximadamente dos dedos por encima del ombligo), y el perímetro máximo de la cadera, a nivel de los glúteos. Es un método indirecto que sirve para determinar la distribución de la grasa abdominal. Esta característica varía según se avanza en edad y difiere entre varones y mujeres como consecuencia del dimorfismo sexual.
{\displaystyle {\mbox{ICC}}={\frac {cintura(cm)}{cadera(cm)}}}
Interpretación: 
- ICC = 0,71-0,84 normal para mujeres.
- ICC = 0,78-0,94 normal para varones.

- Valores mayores: Síndrome androide (cuerpo de manzana).
- Valores menores: Síndrome ginecoide (cuerpo de pera).